# سوسيداد ديبورتيفو كيتو
سوسيداد ديبورتيفو كيتو (بالإسبانية:Sociedad Deportivo Quito) هو نادي كرة قدم إكوادوري مقره في العاصمة كيتو. يلعب الفريق في دوري الدرجة الأولى وهو الدوري الأعلى بنظام كرة قدم في البلاد. سبق للنادي أن فاز بخمس ألقاب بالدوري المحلي في 1964، 1968، 2008، 2009، و 2011. تم تأسيس النادي رسمياً في عام 1955. يلعب الفريق مبارياته المنزلية على ملعب آتاهوالبا الأولمبي الذي يتسع لجلوس 40,948.

## وصلات خارجية
- الموقع الرسمي (بالإسبانية)